# کیمیا یوسفی
کیمیا یوسفی (زادهٔ ۳۱ اردیبهشت ۱۳۷۵ در مشهد) ورزشکار دو و میدانی اهل افغانستان است.
او به‌همراه فرزاد منصوری پرچمدار افغانستان در بازی‌های المپیک تابستانی ۲۰۲۰ بود.